# Sarah Ulmer
Sarah Ulmer (n. 14 martie 1976, Auckland, Noua Zeelandă) este o ciclistă neozeelandeză, medaliată olimpică. A participat la 3 ediții ale Jocurilor Olimpice (1996, 2000, 2004) în care a câștigat o medalie de aur.